# Alloxan
Alloxan,  är ett ämne som upptäcktes 1818 av Gaspard Brugnatelli (1761–1818) och samtidigt av William Prout, oberoende av varandra.  Som råvara vid framställning av alloxan använde Prout dynga från Boa constrictor.

## Beskrivning
Alloxan är mycket hygroskopiskt, och förekommer därför oftast som hydrat. Därvid kan förekomma endera som
- alloxanmonohydrat, C4H2N2O4･(H2O), som kristalliserar i prismor med rektangulär bas

eller
- alloxantetrahydrat C4H2N2O4･4(H2O), som kristalliserar i oktaedrar

Strukturen fastställdes 1838 av Justus von Liebig och Friedrich Wöhler.
- Alloxan
Röd—oxygen,
blå—nitrogen,
grå—kol,
vit—väte.

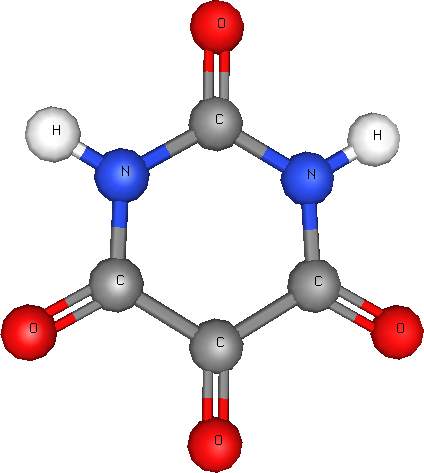
Alloxan Röd—oxygen, blå—nitrogen, grå—kol, vit—väte.
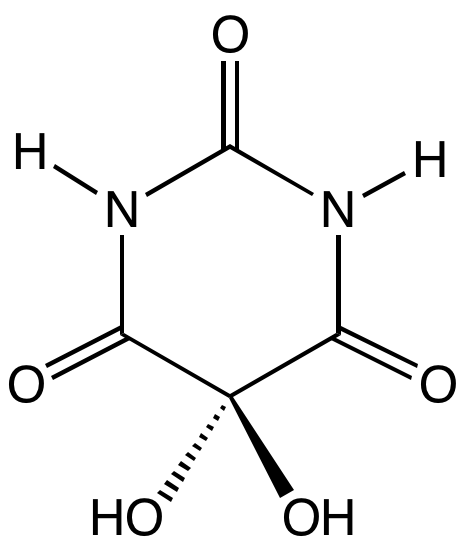
Alloxanhydrat

## Andra namn
- Mesoxalurinämne
- Mesoxalylurea
- Mesoxalylkarbamid
- Tetraoxypyrimidin
- Dioxyuracil
- 2,4,5,6-(1H,3H)-pyrimidintetron
- EG-nummer 200-062-0

## Användning
Löst i vatten färgar alloxan hud röd, varför det använts blandat med cold cream som smink.
Carl Wilhelm Scheele använde alloxan som råvara vid framställning av murexid, C8H8N6O6, ett violett färgämne.
I gnagare förstör alloxan de Langerhanska öarna i bukspottkörteln, vilket ger insulinbrist, och orsakar därmed diabetes mellitus, kortform diabetes. Detta utnyttjas för att avsiktligt skapa diabetes vid djurförsök. Människor tycks motståndskraftiga mot sådant angrepp, men stora doser kan medföra skador på levern och njurarna.
Hos människa har alloxan kunnat konstateras i tarmslem vid fall av tarmkatarr.